# Norfolk Ridge

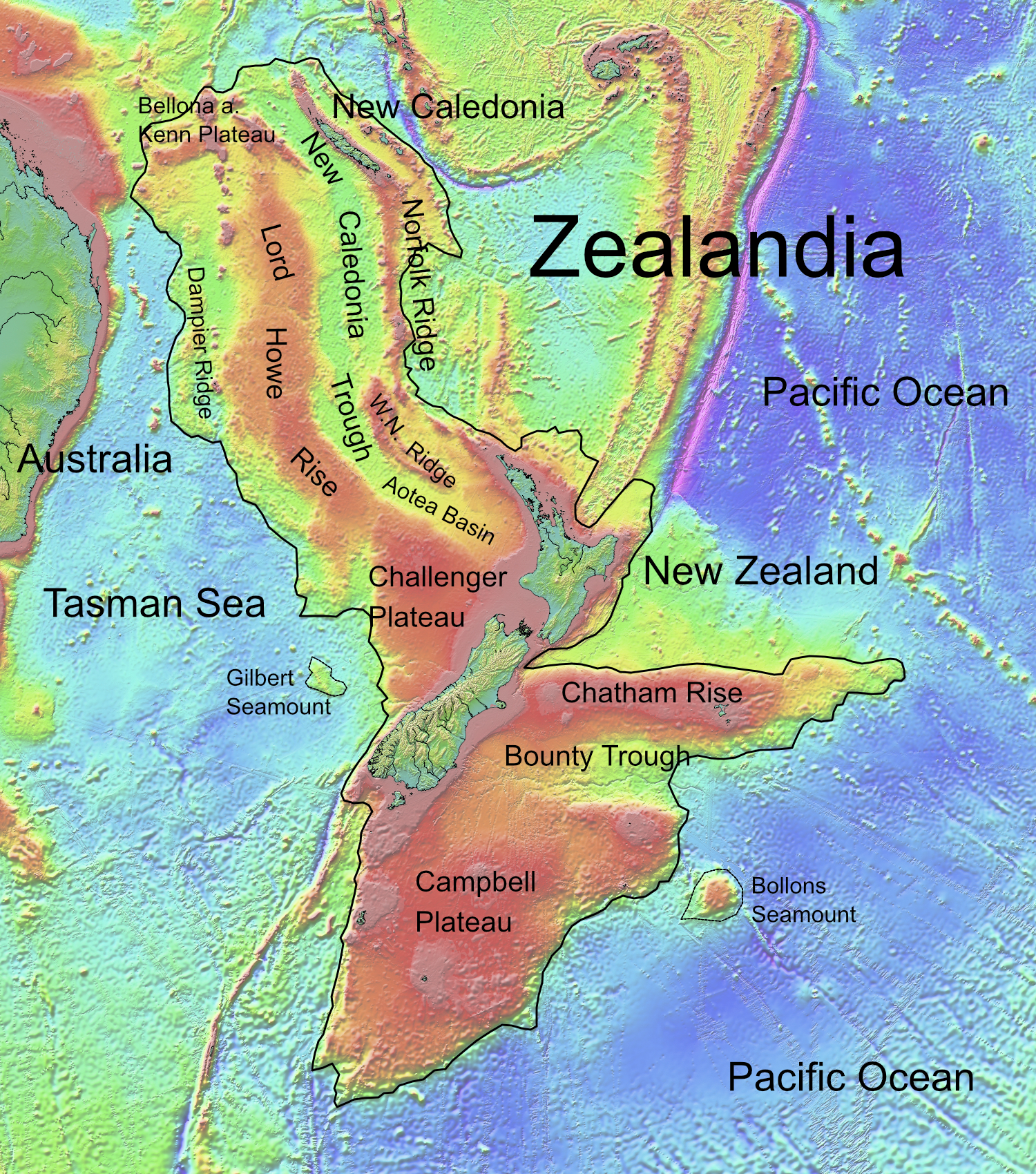
Topografische Karte von Zealandia mit der sich südlich von Neukaledonien nach Süden hinziehenden Norfolk Ridge

Die Norfolk Ridge ist ein unter dem Meeresspiegel liegender Gebirgskamm. Er gehört zu dem 4,9 Millionen Quadratkilometer großen und zu 94 % unter dem Meeresspiegel liegenden Gebiet, das von Wissenschaftlern als Zealandia bezeichnet und um dessen Anerkennung als Kontinent geworben wird.

## Namensherkunft
Der unterseeische Gebirgskamm wurde nach der Insel Norfolk Island benannt, die Teil des unterseeischen Gebirge ist.

## Geographie
Die Norfolk Ridge befindet sich südlich von Neukaledonien und beginnt im Anschluss an dem südlichsten Punkt der Insel. Von dort aus erstreckt sich der Gebirgskamm über 1080 km direkt nach Süden (Geokoordinaten 22° 36' S, 167° 10' O, Geokoordinaten 32° 18' S, 168° 07' O). Australien, zu dessen 200-Seemeilen-Zone die südliche Hälfte des Gebirgskamms gehört, liegt 1300 km westlich und der südlichste Punkt der Norfolk Ridge befindet sich rund 480 km nordwestlich von Neuseeland. Westlich der Norfolk Ridge befindet sich der New Caledonia Trough, südlich angrenzend die West Norfolk Ridge und östlich des Kamms das North Norfolk Basin und das South Norfolk Basin.
Verschiedentlich wird die West Norfolk Ridge zur Norfolk Ridge gezählt, was die Längenausdehnung des Gebirgskamms auf 1600 km erhöhen würde.
Der Sockel des Gebirgskamms ist zwischen 50 und 100 km breit und der Kamm auf seiner gesamten Länge zwischen 500 und 2000 m unter dem Meeresspiegel. Die höchste Erhebung der Norfolk Ridge stellt die zu Australien gehörende Insel Norfolk Island mit ihren angrenzenden kleinen Felseninseln dar. Die Insel ragt mit dem Mount Bates 319 m aus dem Pazifischen Ozean hervor.

## Geologie
Geologisch gesehen gehört die Inselgruppe von Neukaledonien mit zu der Norfolk Ridge und stellt deren Fortsetzung über dem Meeresspiegel nach Norden dar. Beide gehören zu der Australischen Platte und im Gegensatz zu Neuseeland gibt es dort keinen aktiven Vulkanismus und nur geringe seismische Aktivitäten. Das Basisgestein besteht aus Grauwacke und Schiefer und ähnelt dem von Neuseeland. Norfolk Island ist vulkanischen Ursprungs und zwei bis drei Millionen Jahre alt.
Die Oberflächenstruktur der Gebirgskamms ist schroff mit steilen Flanken nach Osten und nach Westen hin. Auch wenn die Norfolk Ridge eine andere Oberflächenstruktur aufweist, als die Lord Howe Rise, so sind sich die Strukturen der Kontinantalkruste ähnlich, was zu der Theorie führt, dass beide Erhebungen ursprünglich vereint waren und durch die Entstehung des New Caledonia Trough getrennt wurden.

## Meeresfauna
Bis zum Jahr 2003 war die Meeresfauna im Gebiet der Norfolk Ridge wenig erforscht. Deshalb startete das New Zealand Ministry of Fisheries in Zusammenarbeit mit dem National Oceans Office of Australia im Mai 2003 das NORFANZ-Projekt, das die Meeresfauna in den Gebieten der Norfolk Ridge und der Lord Howe Rise zwei Monate lang (9. Mai bis 7. Juni 2003) untersuchen sollte. In insgesamt 14 verschiedenen Gebieten, zehn im Gebiet der Norfolk Ridge und vier im Gebiet der Lord Howe Rise, wurde in Tiefen zwischen 100 und 2000 m das Seeleben erforscht. Dabei konnten 590 verschiedene Fischarten und 1305 verschiedene Arten von wirbellosen Tieren identifiziert werden, dabei wurden 12 % der wirbellosen Tiere als neue Species identifiziert und bei den Fischen rund 20 %.